# Hans Adam (Marineoffizier)

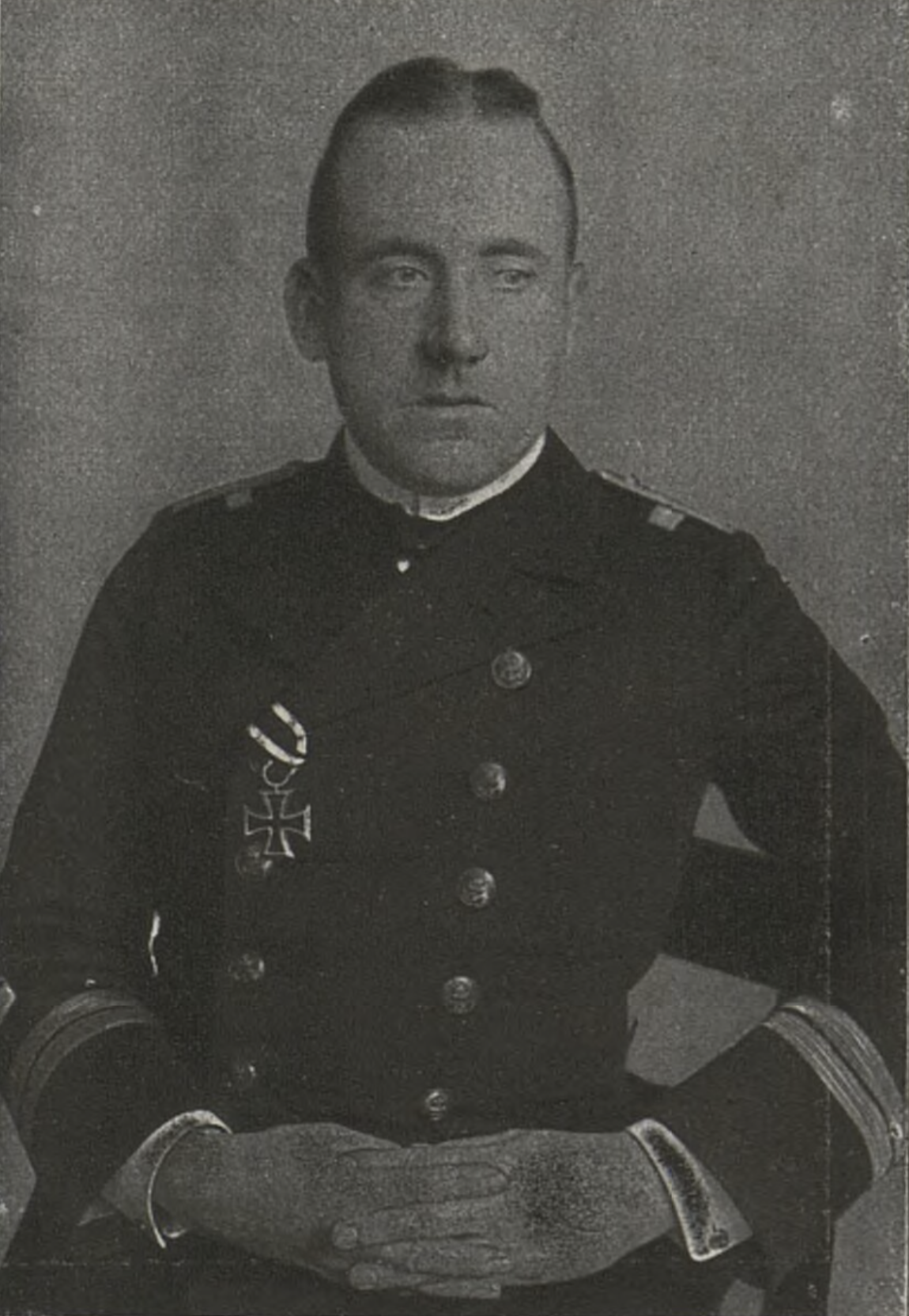
Adam ca. 1917

Hans Adam (* 5. März 1883 in Wesel; † 23. Juni 1948 in Düsseldorf) war ein deutscher Marineoffizier, zuletzt Kapitän zur See und im Ersten Weltkrieg U-Boot-Kommandant.

## Leben
Adam trat am 10. April 1901 als Seekadett in die Kaiserliche Marine ein, absolvierte seine Grundausbildung auf dem Schulschiff Stein und kam dann an die Marineschule, wo er am 22. April 1902 zum Fähnrich zur See ernannt wurde. Nach erfolgreichem Abschluss folgte seine Versetzung an Bord des Linienschiffes Wettin und am 29. September 1904 die Beförderung zum Leutnant zur See. Als solcher war Adam vom 1. Oktober 1905 bis 31. März 1906 Kompanieoffizier in der II. Matrosen-Division und anschließend Wachoffizier auf dem Kleinen Kreuzer Ariadne. In gleicher Funktion wurde er am 23. September 1906 auf den Großen Kreuzer Friedrich Carl versetzt, auf dem er am 27. April 1907 zum Oberleutnant zur See befördert wurde. Es folgten Verwendungen an Bord des Kleinen Kreuzers Lübeck sowie auf König Wilhelm, bevor man Adam am 1. Oktober 1910 zur Verfügung der Inspektion des Torpedowesens stellte und er eine U-Boot-Ausbildung durchlief. Man teilte ihn dann der U-Boot-Waffe zu und setzte ihn zunächst als Wachoffizier ein. Mit der Beförderung zum Kapitänleutnant am 22. März 1913 ernannte man Adam zum Chef der 5. U-Boot-Halbflottille sowie zum Kommandanten des Torpedobootes D 10.
Mit Ausbruch des Ersten Weltkriegs behielt Adam das Kommando zunächst inne, befehligte kurzzeitig im November/Dezember 1914 das U-Boot U 23 und wurde im März 1915 als Chef des „U-Boot-Sonderkommandos Pola“ nach Pola ins Mittelmeer versetzt, wo er den Zusammenbau der ersten aus Deutschland per Bahntransport nach Pola überführten bzw. zu überführenden U-Boote überwachte. Am 1. Juli 1915 wurde aus dem Sonderkommando Pola bzw. den inzwischen ins Mittelmeer verlegten U-Booten die „U-Boot-Halbflottille Pola“ gebildet, weiterhin mit Adam als Chef. Als dann Korvettenkapitän Waldemar Kophamel am 18. November 1915 den Befehl über die an diesem Tage aus der bisherigen U-Halbflottille Pola gebildete U-Flottille Pola übernahm, kehrte Adam zurück nach Deutschland und wurde Kommandant von U 82. Adam konnte mit seiner Besatzung feindlichen Schiffraum von über 100.000 BRT versenken bzw. beschädigen. Er zählt damit zu den erfolgreichsten U-Boot-Kommandanten des Ersten Weltkrieges. Im April 1918 wurde er Chef der U-Boot-Halbflottille Konstantinopel. Nach Kriegsende beurlaubte man Adam und versetzte ihn am 18. November 1919 unter gleichzeitiger Verleihung des Charakters als Korvettenkapitän in den Ruhestand. Später wurde er am Reichsgericht Leipzig wegen Kriegsverbrechen und Kriegsvergehen angeklagt. Er war auf der Auslieferungsliste der Entente und wurde in Deutschland wegen der Versenkung der Galway Castle befragt, da man fälschlicherweise annahm, dass er noch Kommandant von U 82 war.
Nach dem Beginn des Zweiten Weltkriegs wurde Adam am 1. Juni 1940 reaktiviert und zunächst zur Verfügung der 2. U-Lehrdivision in Gotenhafen gestellt. Einen Monat später folgte seine Kommandierung zur 25. U-Flottille, die zu diesem Zeitpunkt in Memel stationiert war und als Ausbildungsflottille diente. Bereits am 19. August 1940 versetzte man ihn zum U-Boot-Stützpunkt Stettin und stellte ihn vom 14. November 1940 bis 3. Februar 1941 zunächst zur Verfügung des Befehlshabers der U-Boote sowie des Kommandierenden Admirals der Nordseestation. Adam wurde anschließend zum Leiter der Außenstelle Rotterdam der Rüstungsinspektion der Niederlande ernannt und als solcher am 1. April 1942 zum Fregattenkapitän z. V. sowie am 1. November 1944 zum Kapitän zur See z. V. befördert. Von diesem Posten entband man Adam am 15. November 1944, stellte ihn zur Verfügung und beurlaubt ihn. Am 28. Februar 1945 wurde seine z. V.-Stellung aufgehoben und Adam endgültig in den Ruhestand verabschiedet.

## Auszeichnungen
- Kronenorden IV. Klasse[2]
- Eisernes Kreuz (1914) II. und I. Klasse[2]
- Pour le Mérite[2] am 6. November 1917
- U-Boot-Kriegsabzeichen (1918)
- Orden der Eisernen Krone III. Klasse mit Kriegsdekoration[2]
- Österreichisches Militärverdienstkreuz III. Klasse Kriegsdekoration[2]
- Eiserner Halbmond